# کلیفتون یانگ
کلیفتون یانگ (انگلیسی: Clifton Young؛ ‏ ۱۵ سپتامبر ۱۹۱۷ – ۱۰ سپتامبر ۱۹۵۱) با نام اصلی رابرت هاوارد یانگ بازیگر اهل ایالات متحده آمریکا و یکی از بازیگران خردسال دارودسته ما بود.
از فیلم‌هایی که وی در آن نقش داشته‌است، می‌توان به سگم را دوست دارم، پیاده‌روهای نیویورک، دختر شهر کوچک، ماجرای مرموز و پرالتهاب، فریب، تسخیرشده، گذرگاه تاریک، گنج‌های سیرا مادره، خون در ماه، رؤیای من مال توست، ورود غیرقانونی و آشیانه عشق اشاره کرد.